# Skalbmierz (gemeente)
De gemeente Skalbmierz is een stad- en landgemeente in het Poolse woiwodschap Święty Krzyż, in powiat Kazimierski.
De zetel van de gemeente is in Skalbmierz.
Op 30 juni 2004 telde de gemeente 6957 inwoners.

## Oppervlakte gegevens
In 2002 bedroeg de totale oppervlakte van gemeente Skalbmierz 86,21 km², waarvan:
- agrarisch gebied: 92%
- bossen: 0%

De gemeente beslaat 20,41% van de totale oppervlakte van de powiat.

## Demografie
Stand op 30 juni 2004:
| Omschrijving                   | Totaal | Totaal | Vrouwen | Vrouwen | Mannen | Mannen |
| ------------------------------ | ------ | ------ | ------- | ------- | ------ | ------ |
| eenheid                        | aantal | %      | aantal  | %       | aantal | %      |
| inwoners                       | 6957   | 100    | 3481    | 50      | 3476   | 50     |
| bevolkingsdichtheid (inw./km²) | 80,7   | 80,7   | 40,4    | 40,4    | 40,3   | 40,3   |

In 2002 bedroeg het gemiddelde inkomen per inwoner 1265,24 zł.

## Aangrenzende gemeenten
Czarnocin, Działoszyce, Kazimierza Wielka, Pałecznica, Racławice